# アイルランドの世界遺産
アイルランドの世界遺産（アイルランドのせかいいさん）はユネスコの世界遺産に登録されているアイルランド国内の文化・自然遺産の一覧。北アイルランドの世界遺産についてはイギリスの世界遺産を参照のこと。アイルランドの世界遺産条約批准は1991年である。

## 文化遺産
- ブルー・ナ・ボーニャ - ボイン渓谷の遺跡群 - （1993年）
- シュケリッグ・ヴィヒル - （1996年）

## 自然遺産
なし

## 複合遺産
なし

## 地域別

### レンスター
- ブルー・ナ・ボーニャ - ボイン渓谷の遺跡群

### マンスター
- シュケリッグ・ヴィヒル

## 暫定リスト掲載物件
アイルランド政府は、登録の前提となる暫定リストに8ヶ所を掲載している。

### 文化遺産
- キャシェル（Cashel）
- ケイジ・フィールズ（Ceide Fields）
- 西部の石砦群（Western Stone Forts）

### 自然遺産
- クララ沼（Clara Bog）
- キラーニー国立公園（Killarney National Park）
- 北西部のメイヨー沼沢地（Northwest Mayo Boglands）

### 複合遺産
- バレン（Burren）
- クロンマクノイズ（Clonmacnoise）